# DR 1 (2009)
La Dr 1 (a volte scritto anche DR1) è un'utilitaria compatta del segmento A prodotta dalla casa automobilistica italiana DR Motor Company dal 2009 al 2013.

## Contesto
Presentata al Motor Show di Bologna edizione 2008 in veste di prototipo semi definitivo, la DR1 viene commercializzata solo dal dicembre del 2009 e costituisce l'autovettura d'accesso alla gamma di prodotti proposti dalla DR; oltre ad essere la più piccola essendo lunga meno di 3,60 metri è anche la meno costosa. Come il Suv DR5 anche la DR1 viene prodotta in Cina dalla Chery Automobile dove viene commercializzata come Riich M1 (marchio di punta del gruppo automobilistico cinese); importata in Italia, la DR si occupa delle ultime fasi dell'assemblaggio e di una revisione generale dell'autovettura migliorando soprattutto le rifiniture interne, la verniciatura della carrozzeria e l'impianto elettrico. In particolare i paraurti vengono montati in Italia insieme alle cromature esterne applicate lungo le cornici dei finestrini e vengono riomologati i sistemi di sicurezza per rispettare gli standard di omologazione richiesti dall'Unione europea.
La DR1 è stata progettata dalla Chery per essere venduta in Cina dalla propria divisione premium Riich e soprattutto per l’export, infatti già durante lo sviluppo si è tenuto in mente dei requisiti per l’omologazione europea previsti per la commercializzazione a marchio DR Motor.

## Evoluzione
La carrozzeria a cinque porte possiede una forma ad ovetto e segue uno stile di tendenza che trova numerosi consensi soprattutto tra il pubblico femminile. Il frontale dispone dei grandi gruppi ottici dalla forma a goccia e di un'ampia calandra a trapezio che ingloba il marchio DR in posizione decentrata. Una profonda nervatura attraversa per tutta la sua lunghezza il cofano motore. La fiancata dispone dei passarouota in rilievo e di una nervatura che risale lungo le portiere posteriori che culminano con la maniglia semi nascosta nel montante; infine la coda ha una fanaleria circolare, la targa applicata sul paraurti e nervature concave che raccordano la carrozzeria ai paraurti.
L'abitacolo è spazioso per quattro adulti, infatti la casa costruttrice la omologa come un'auto a quattro posti, le plastiche utilizzate sono di semplice qualità e la vita di bordo non è esente da alcuni scricchiolii appena percettibili. Il disegno della plancia segue il family feeling di casa DR, linee arrotondate e curve, strumentazione in posizione centrale con tachimetro digitale orientato verso il guidatore. Nella zona centrale troviamo i comandi del climatizzatore e dell'autoradio mentre nella parte bassa è stato alloggiato un piccolo vano portaoggetti. Le bocchette d'aerazione si trovano in rilievo rispetto al resto della strumentazione applicata sulla plancia. La selleria è disponibile solo in tessuto e il divano posteriore non è sdoppiabile. Il bagagliaio possiede un volume minimo pari a 180 litri ampliabile fino a 430 litri con il divano posteriore reclinato.
La DR1 utilizza un pianale di base completamente inedito sviluppato a partire dalla piattaforma della Chery QQ, la carrozzeria viene realizzando in materiali leggeri ed acciai ad alta resistenza e l'auto pesa poco più di 1.000 chilogrammi. Le sospensioni anteriori sono configurate secondo lo schema a ruote indipendenti con montante telescopico MacPherson, barra stabilizzatrice e ammortizzatori a gas, al posteriore è stato adottato lo schema a ruote interconnesse da un ponte torcente con barra stabilizzatrice e ammortizzatori idraulici. L'impianto frenante monta i dischi autoventilati all'anteriore e dei classici tamburi al posteriore. La trazione è anteriore.  Di serie il servosterzo.
Sotto il profilo della sicurezza la city car dispone di serie del sistema anti bloccaggio delle ruote motrici (ABS con EBD), airbag frontali con possibilità di disattivare quello del passeggero, sensori di parcheggio posteriori, antifurto e poggiatesta posteriori. Le principali testate giornalistiche italiane durante dei test su strada hanno fatto notare  l'assenza del controllo elettronico della stabilità non disponibile nemmeno a pagamento, mentre i soli due airbag limiterebbero la protezione ai soli occupanti anteriori in caso d'impatto frontale.

### Versioni e Allestimenti
Inizialmente proposta sul mercato in un unico allestimento la DR successivamente ha ampliato la gamma introducendo due versioni: quello base Free e quello di punta Ecopower: la Free è la versione d'accesso con una dotazione basica infatti dispone di serie solo del doppio airbag frontale per guidatore e conducente oltre al sistema antibloccaggio delle ruote motrici (ABS) ed al ripartitore elettronico di frenata (EBD), retrovisori elettrici, ruota di scorta e volante regolabile in altezza.
La versione Ecopower invece aggiunge il servosterzo, climatizzatore manuale, chiusura centralizzata, cerchi in lega leggera da 15”,  il computer di bordo abbinato all'impianto audio in grado di supportare CD ed MP3 con ingresso USB, vetri elettrici anteriori e posteriori, sensori di parcheggio posteriori e la vernice metallizzata. Gli unici accessori a pagamento sono il Pack1 di accessori (vetri elettrici anteriori e posteriori, retrovisori regolabili elettricamente e chiusura centralizzata) e la vernice metallizzata entrambi disponibili solo per l'economico allestimento Free.
Nel 2010 viene introdotto l'allestimento speciale Dr 1 Ambassador caratterizzato da una livrea grafica per la carrozzeria che raffigura la bandiera italiana e il marchio DR applicato lungo la fiancata. La dotazione di serie è la stessa della versione Ecopower ma viene proposta ad un prezzo più basso e con una speciale strategia di vendita: la casa obbliga a mantenere per 12 mesi la speciale livrea lungo la carrozzeria inoltre vi è la possibilità di ripagarsi in parte l'auto consigliando l'acquisto a conoscenti; per ogni auto venduta la casa madre rimborserà il cliente di una somma pari a 100 euro.

### Fine produzione
La produzione termina nel corso del 2013, a seguito delle serie difficoltà economiche che hanno costretto la DR Motors a rinunciare allo stabilimento ex-Fiat di Termini Imerese e agli aiuti pubblici che ne avrebbero accompagnato l'acquisizione. Negli ultimi mesi la produzione avveniva solo se i concessionari della marca pagavano in anticipo ogni vettura ordinata. Si trattava, in sostanza, di una produzione "su misura" alquanto anomala che si trascinò a fatica per la sopravvenuta crisi dell'azienda molisana.

## Prototipi
Al Salone di Ginevra edizione 2010 la DR Motors svela due prototipi di autovettura basati sulla meccanica della DR1: si tratta delle concept car SW21 e CW20 realizzate allo scopo di anticipare degli ipotetici nuovi modelli da inserire nella gamma prodotti del marchio molisano. La SW21 anticipa la versione familiare della Dr 1, presenta una carrozzeria lunga 3,86 metri, larga 1,62 e alta 1,58 con numerosi profili aerodinamici e cerchi in lega sportivi da 18” più il doppio terminale di scarico posteriore e l'assetto ribassato. Il grande portellone posteriore possiede una soglia di carico bassa. Gli interni sono gli stessi della Dr1.
La CW20 invece è una crossover che riprende tratti i stilistici e la carrozzeria dalla SW21, compreso le dimensioni. Possiede numerosi scusi paracolpi e l'assetto rialzato di alcuni millimetri oltre ai fanali anteriori imbruniti per rendere l'aspetto di questa crossover più da fuoristrada nonostante la trazione sia anteriore. Sul tetto sono presenti le barre portapacchi, i cerchi in lega sono da 16”. Le CW20 e SW21 erano equipaggiate con i motori Acteco prodotti dalla cinese Chery ma progettati dall'austriaca AVL. Il 1.3 16V da 83 cavalli con 114 N·m di coppia massima e il 1.5 16V da 105 cavalli da 145 N·m di coppia massima.

## Motorizzazioni
La DR1 viene prodotta con un unico motore a benzina di origine cinese; il 1.3 Ecopower 16V benzina a iniezione elettronica multipoint eroga una potenza massima di 83 cavalli, ottima quindi, che permettono alla city car delle ottime prestazioni, infatti lo scatto da 0 a 100 km/h viene registrato in 12,0 secondi grazie al cambio dai rapporti corti mentre la velocità massima è di 156 km/h. Il consumo medio dichiarato è di 17,2 km/l con emissioni di anidride carbonica contenute in 138 gr/km. nel ciclo combinato. La DR1 viene prodotta anche in altre due versioni alimentate a gas rispettivamente a GPL ed a Metano. La 1.3 Ecopower GPL eroga una potenza di poco ridotta a 82 cavalli con emissioni di 118 gr./km di CO2, il serbatoio di gas dalla forma toroidale possiede una capacità di 39 litri garantendo un'autonomia di 452 km. La 1.3 Ecopower Metano viene introdotta nei primi mesi del 2010; eroga 75 cavalli ed il serbatoio di metano possiede una capacità pari a 59 litri. Tutte le motorizzazioni sono omologate Euro 4 e sono abbinate ad un cambio manuale a cinque rapporti. Dal 2011 la DR1 è disponibile con un motore 1.1 16v erogante 68 cv omologato Euro 5, disponibile anche con alimentazione a GPL.
| Modello                 | Disponibilità       | Motore                              | Cilindrata cm³ | Potenza       | Coppia max                   | Emissioni CO2 (g/Km) | 0–100 km/h (secondi) | Velocità max (Km/h) | Consumo medio (Km/l) |
| 1.3 16V Ecopower        | dal debutto al 2011 | 4 cilindri in linea, Benzina        | 1.297          | 61 kW (83 CV) | 114 N·m @4.000 giri/min      | 138                  | 12,0                 | 156                 | 17,2                 |
| 1.3 16V Ecopower GPL    | dal debutto al 2011 | 4 cilindri in linea, Benzina-GPL    | 1.297          | 60 kW (82 CV) | 114 N·m @4.000 giri/min      | 118                  | 13,0                 | 156                 | 11,5                 |
| 1.3 16V Ecopower Metano | dal 2010 al 2011    | 4 cilindri in linea, Benzina-Metano | 1.297          | 55 kW (75 CV) | 114 N·m @4.000 giri/min      | 112                  | 14,0                 | 156                 | -                    |
| 1.1 16V Ecopower        | dal 2011            | 4 cilindri in linea, Benzina        | 1.083          | 50 kW (68 CV) | 90 N·m @3.800-4.500 giri/min | 114                  | 13,5                 | 145                 | 20,4                 |
| 1.1 16V Ecopower GPL    | dal 2011            | 4 cilindri in linea, Benzina-GPL    | 1.083          | 50 kW (68 CV) | 90 N·m @3.800-4.500 giri/min | 94                   | 14,0                 | 145                 | 15                   |